# 丹尼爾·博德卻文奇
丹尼爾·博德卻文奇 （Daniel Berdichevsky） 來自美國，是國際項目「世界學者杯學術比賽」的創始人和指導者。此項目歷年來給超過30個國家的學生帶來學術充實和文化交流。在美國，丹尼爾是加州全能學術圈的會員之一，同時他自己也成立了一家專門為學生群體出書的DemiDec出版社。
畢業於史丹福大學及哈佛研究所，丹尼爾在1998年幫助創建了史丹佛科技實驗室，並且周遊韓國、肯亞、哥斯大黎加、捷克等國，一直致力於研究革新和社會變化。
後來，在2006年時成為在杜拜、新加坡舉行的「世界學者杯學術比賽」的創辦人，為了推廣學術比賽，他創立DemiDec出版社。他倡導跨領域學習以及國際文化的交流。